# ФК Аполон Лимасол
ФК Аполон Лимасол (грч. Απόλλων Λεμεσού) је кипарски фудбалски клуб из Лимасола. Основан је 1954. године и тренутно се такмичи у Првој лиги Кипра. Аполон је освојио четири титуле првака Кипра, девет трофеја националног купа и четири трофеја суперкупа. Традиционалне боје клуба су плава и бела. Утакмице игра на стадиону Цирион капацитета 13.331 место.

## Успеси
- Првенство Кипра
  - Освајач (4): 1990/91, 1993/94, 2005/06, 2021/22.
- Куп Кипра
  - Освајач (9): 1965/66, 1966/67, 1985/86, 1991/92, 2000/01, 2009/10, 2012/13, 2015/16, 2016/17.
- Суперкуп Кипра
  - Освајач (4): 2006, 2016, 2017, 2022.